# Finn Havrevold
Finn Havrevold född 11 augusti 1905 i Kristiania, Norge, död 18 februari 1988 i Ringsaker, Hedmark, Norge, var en norsk författare, dramatiker och illustratör.
Havrevold författade noveller, romaner, radiopjäser, pjäser och böcker för barn och unga. Han illustrerade både sina egna och andras böcker. Romanerna hör till den  psykologisk-realistiska traditionen. Han har en tydlig koppling till mellankrigstidens kulturradikalism genom sin positiva kvinnosyn och sina skildringar av förvrängt känsloliv.

## Biografi
Havrevold studerade vid NTH och tog arkitektexamen 1929. Han var bror till skådespelaren Olafr Havrevold och psykiatern Odd Havrevold.

## Karriär
År 1939 debuterade Havrevold med novellsamlingen Det raker ikke Andersen. Han blev senare litteraturkritiker i Aftenposten. Han hade dessutom fyra mindre roller vid Nasjonaltatret under perioden 1955–1960.
Havrevolds författarskap för barn kan delas in i två perioder. De första fyra böckerna, bland dem den filmatiserade Skattgömman (1957) och barnboksdebuten Sommaräventyret (1952), är lättare komedier. Från och med Viggo (1957) och Farlig kurs (1960) får böckerna ett tydligare drag av psykologisk realism.  
Han fick Kultur- och kyrkodepartementets priser för barn- och ungdomslitteratur för fem av sina böcker. Skattgömman filmatiserades av Ivo Caprino 1959 som Den stora skattjakten, och 1965 kom Sveriges Televisions filmatisering av Farlig kurs.